# Savosa
Savosa is een gemeente en plaats in het Zwitserse kanton Ticino, en maakt deel uit van het district Lugano. Savosa telt 2084 inwoners.

## Overleden
- Carolina Maraini-Sommaruga (1869-1959), filantrope